# Atletiek op de Olympische Zomerspelen 2012 – 10000 meter mannen

Officiële video

De 10.000 meter mannen op de Olympische Zomerspelen 2012 in Londen vond plaats op zaterdag 4 augustus 2012. Regerend olympisch kampioen was Kenenisa Bekele uit Ethiopië. Hij werd verslagen door de Britse Somaliër Mo Farah, die voor de derde Britse gouden medaille zorgde op dag twee van het atletiektoernooi.

## Records
Voorafgaand aan het toernooi waren dit het wereldrecord en het olympisch record.
| Wereldrecord     | Kenenisa Bekele | 26.17,53 | Brussel | 26 augustus 2005 |
| Olympisch record | Kenenisa Bekele | 27.01,17 | Peking  | 17 augustus 2008 |

## Uitslag
| Rang   | Naam                        | Land             | Tijd     | Opmerking |
| ------ | --------------------------- | ---------------- | -------- | --------- |
| Goud   | Mo Farah                    | Groot-Brittannië | 27.30,42 |           |
| Zilver | Galen Rupp                  | Verenigde Staten | 27.30,90 |           |
| Brons  | Tariku Bekele               | Ethiopië         | 27.31,43 |           |
| 4      | Kenenisa Bekele             | Ethiopië         | 27.32,44 |           |
| 5      | Bedan Muchiri               | Kenia            | 27.32,94 |           |
| 6      | Zersenay Tadese             | Eritrea          | 27.33,51 |           |
| 7      | Teklemariam Medhin          | Eritrea          | 27.34,76 |           |
| 8      | Gebre-egziabher Gebremariam | Ethiopië         | 27.36,34 |           |
| 9      | Polat Kemboi Arikan         | Turkije          | 27.38,81 | PB        |
| 10     | Moses Kipsiro               | Oeganda          | 27.39,22 |           |
| 11     | Cameron Levins              | Canada           | 27.40,68 |           |
| 12     | Moses Masai                 | Kenia            | 27.41,34 |           |
| 13     | Dathan Ritzenhein           | Verenigde Staten | 27.45,89 |           |
| 14     | Robert Kajuga               | Rwanda           | 27.56,67 | PB        |
| 15     | Nguse Tesfaldet             | Eritrea          | 27.56,78 |           |
| 16     | Thomas Ayeko                | Oeganda          | 27.58,96 |           |
| 17     | Moukheld Al-Outaibi         | Zuid-Afrika      | 28.07,25 |           |
| 18     | Mohammed Ahmed              | Canada           | 28.13,91 |           |
| 19     | Matthew Tegenkamp           | Verenigde Staten | 28.18,26 |           |
| 20     | Ben St.Lawrence             | Australië        | 28.32,67 |           |
| 21     | Diego Estrada               | Mexico           | 28.36,19 |           |
| 22     | Yuki Sato                   | Japan            | 28.44,06 |           |
| 23     | Ayad Lamdassem              | Spanje           | 28.49,85 |           |
| 24     | Daniele Meucci              | Italië           | 28.57,46 |           |
| 25     | Chris Thompson              | Groot-Brittannië | 29.06,14 |           |
| 26     | Mykola Labovskyy            | Oekraïne         | 29.32,12 |           |
| –      | Ali Hasan Mahboob           | Bahrein          | –        | DNF       |
| –      | Bayron Piedra               | Ecuador          | –        | DNF       |
| –      | Wilson Kiprop               | Kenia            | –        | DNF       |

De volgende afkortingen worden gebruikt:
- DNS Niet gestart
- DNF Niet aangekomen
- PB Persoonlijke besttijd
- SB Beste seizoensprestatie
- NR Nationaal record
- AR Continentaal record
- WJ Wereldjeugdrecord